# Zele
Pour les articles homonymes, voir Zele (homonymie).
Zele est une commune néerlandophone de Belgique située en Région flamande, dans la province de Flandre-Orientale.

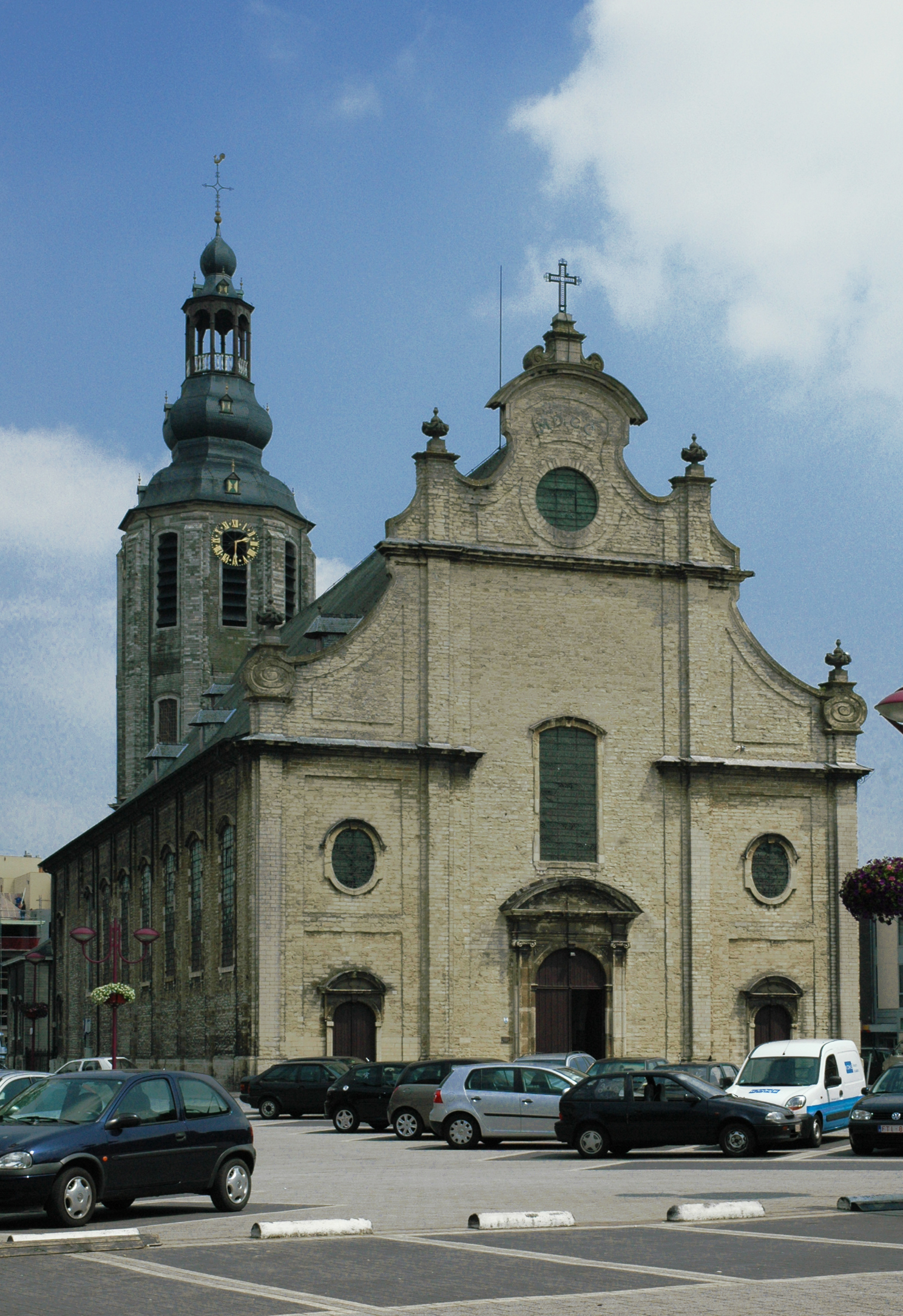
CD&V et Leefbaarder Zele

## Toponymie

### Attestations anciennes
Parmi les plus anciennes mentions de Zele, Maurits Gysseling mentionne Zele en 1149 et Zele en 1183. La première mention de la localité remonterait à l'époque de Charlemagne.

### Étymologie
Selon Maurits Gysseling, le nom de Zele est issu du germanique *sali-, « maison ne comprenant qu'une pièce ». L'évolution de *sali- en seli- puis zele est plus tardive et s'est manifestée dans différents dialectes germaniques du Nord-Ouest dont l'ancien néerlandais. La même racine a donné le vocable français salle, issu du vieux bas francique ancêtre de l'ancien néerlandais.

## Géographie

### Communes limitrophes
|         | Lokeren  | Waasmunster           |
| Berlare | Zele     | Hamme                 |
|         | Termonde | Grembergen (Termonde) |

## Évolution démographique
Graphe de l'évolution de la population de la commune.
- Source : DGS - Remarque: 1831 jusqu'à 1981=recensement; depuis 1990=nombre d'habitants chaque 1er janvier>[3]

## Armoiries
|  | Les armoiries sont dérivées du sceau du village de la fin du XVIIe siècle et montrent deux outils, une sorte de marteau, utilisés dans la culture du lin et l'industrie du lin. Blasonnement : D'or, à deux macques de gueules, posées sur une terrasse de sinople, les manches passés en sautoir. - Arrêté royal : 28 octobre 1840 Source du blasonnement : Pasinomie : collection complète des lois, décrets, arrêtés et réglements généraux qui peuvent être invoqués en Belgique, Bruxelles, Société typographique belge, Ad. Wahlen & Cie, 1840 (lire en ligne), p. 386-387. |

## Jumelage
Zele est jumelée avec :
- Cham (Allemagne) depuis le 9 octobre 2010[4].

## Personnalités
- Pierre De Decker (1812-1891), chef du Cabinet de 1855 à 1857.
- Basile De Loose (1809-1885), peintre belge.